# Distrito electoral de Worden (Nebraska)
Worden (en inglés: Worden Precinct) es un distrito electoral ubicado en el condado de McPherson en el estado estadounidense de Nebraska. En el Censo de 2010 tenía una población de 51 habitantes y una densidad poblacional de 0,14 personas por km².

## Geografía
Worden se encuentra ubicado en las coordenadas 41°38′53″N 101°1′20″O / 41.64806, -101.02222. Según la Oficina del Censo de los Estados Unidos, Worden tiene una superficie total de 370.26 km², de la cual 370.26 km² corresponden a tierra firme y (0%) 0.01 km² es agua.

## Demografía
Según el censo de 2010, había 51 personas residiendo en Worden. La densidad de población era de 0,14 hab./km². De los 51 habitantes, Worden estaba compuesto por el 100% blancos.